# 京都府道103号上賀茂山端線
京都府道103号上賀茂山端線（きょうとふどう103ごう かみがもやまばなせん）は、京都府京都市北区から京都市左京区に至る一般府道である。

## 概要
京都市北区上賀茂御薗口町から京都市左京区山端川端町に至る。
上賀茂の賀茂別雷神社（上賀茂神社）前から松ヶ崎を経由して山端に至る。Y字に分岐する鴨川上流部の京都市街地北部を東西に結んでいる。

### 路線データ
- 起点：京都市北区上賀茂御薗口町[1]（上賀茂神社前交差点、京都府道61号京都京北線交点）
- 終点：京都市左京区山端川端町（国道367号交点[1]、京都府道104号高野修学院山端線終点）
- 重要な経過地：なし[1]

## 歴史
本路線は、上賀茂から府道京都大原今津線（現在の国道367号の一部）を連絡する路線として、道路法（昭和27年法律第180号）第7条の規定に基づいた京都府の一般府道として1959年（昭和34年）に初めて認定した282路線のうちの1つである。

### 年表
- 1959年（昭和34年）12月18日 - 京都府が上賀茂山端線（北区上賀茂御薗口町 - 京都大原今津線交点）として府道路線認定。整理番号は一般地方道6[注釈 1][2]。
- 1994年（平成6年）4月1日 - 京都府が路線番号を再編（路線認定の一部改正）し、整理番号を一般地方道103に変更[1]。

## 路線状況
大きく3つの通称に分かれ、上賀茂本通は東へ、鞍馬街道は南へ、北山通は東へそれぞれ向かう。上賀茂本通の鞍馬街道との交点附近に終点方向からの一方通行がある。
鞍馬街道と北山通の交点から終点にかけて、単独区間を挟んで北山通と2度にわたって重複している。昭文社は北山通のみ、iPCは北山通と指定部分のいずれとしている。ゼンリンは指定どおりに表現している。

### 通称
上賀茂本通
ロータリーになっている起点から鞍馬街道交点に至るまでの通り名。重要伝統的建造物群保存地区に選定されている社家の町並みが続く。
鞍馬街道
京の七口のひとつ、鞍馬口から北上して鞍馬へ通ずる街道。
本路線は、深泥池付近から北山通までを通過しており、この区間は京都府道40号下鴨静原大原線との重複区間となっている。
北山通
左京区内を通る区間。都市計画道路 I・III・1号北山通として広幅な道路に整備されているが、本路線は部分的に重複をするのみで、松ヶ崎では北山通供用前の旧道である1本北側の通りを並走する。

### 重複区間
- 京都府道40号下鴨静原大原線（京都市北区上賀茂深泥池町 - 京都市左京区下鴨南芝町・下鴨本通北山交差点）

### 道路施設

#### 橋梁
- 松ヶ崎橋（高野川、京都市左京区）

## 地理

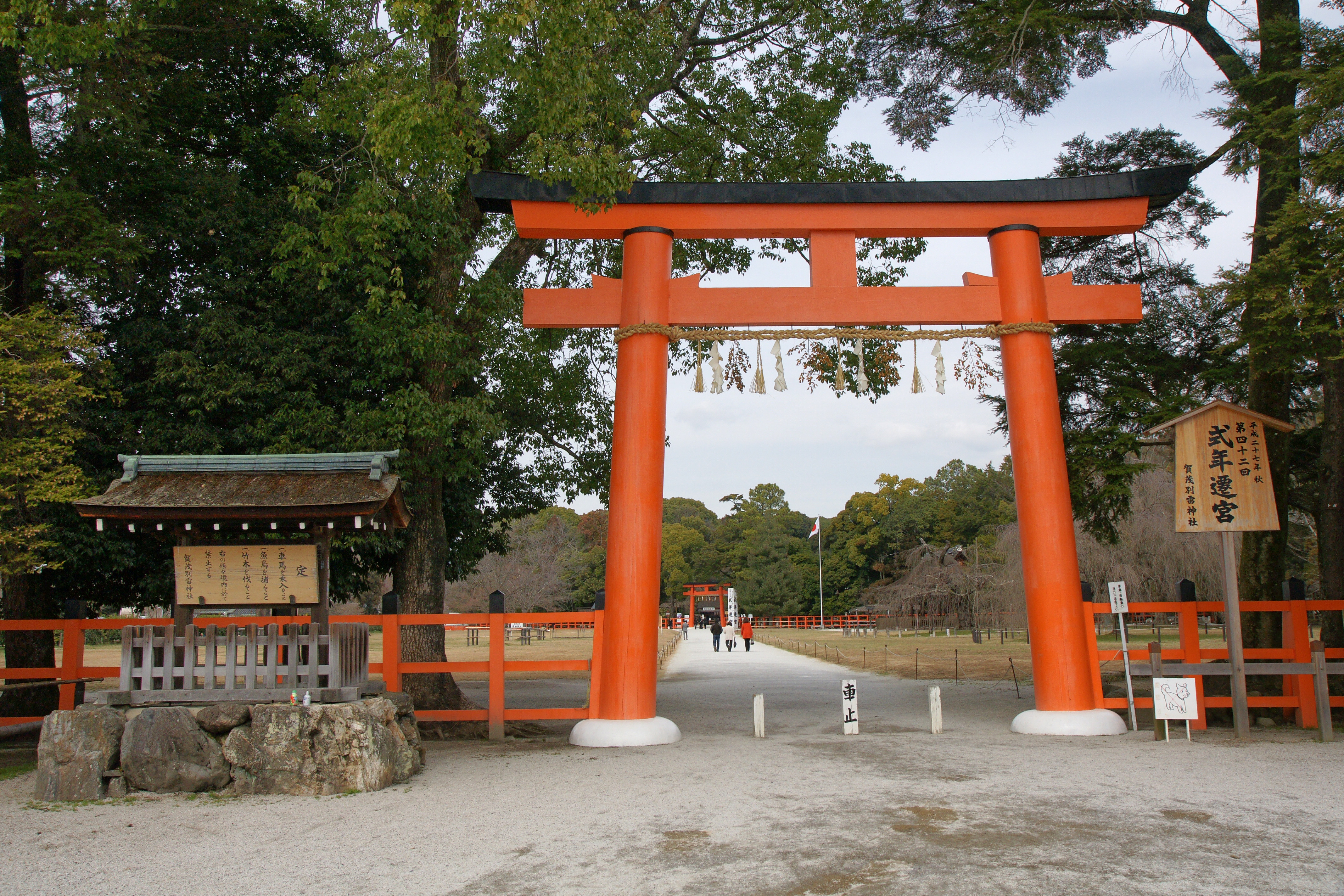
賀茂別雷神社一の鳥居（起点付近）

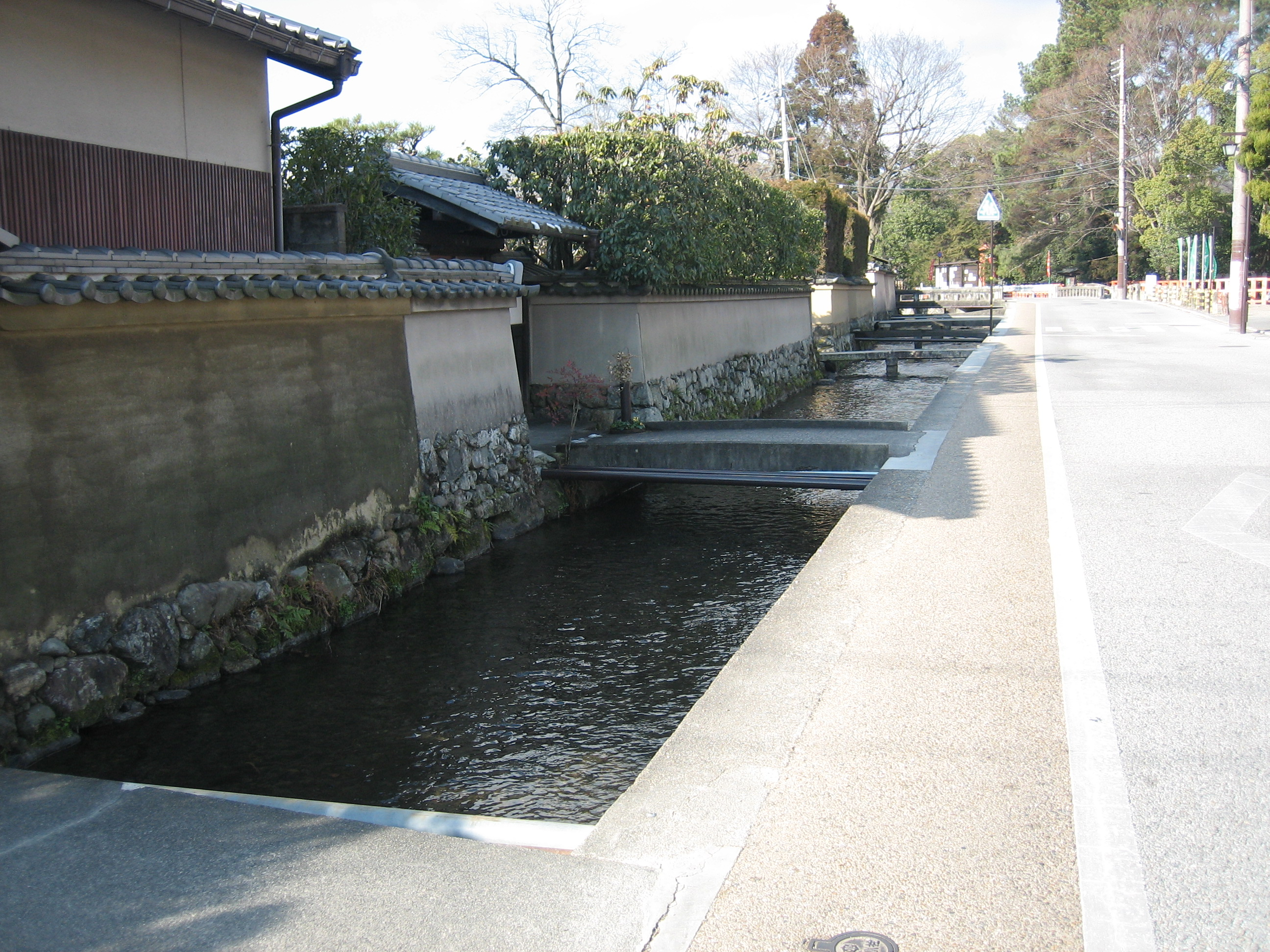
社家の町並み（上賀茂本通）

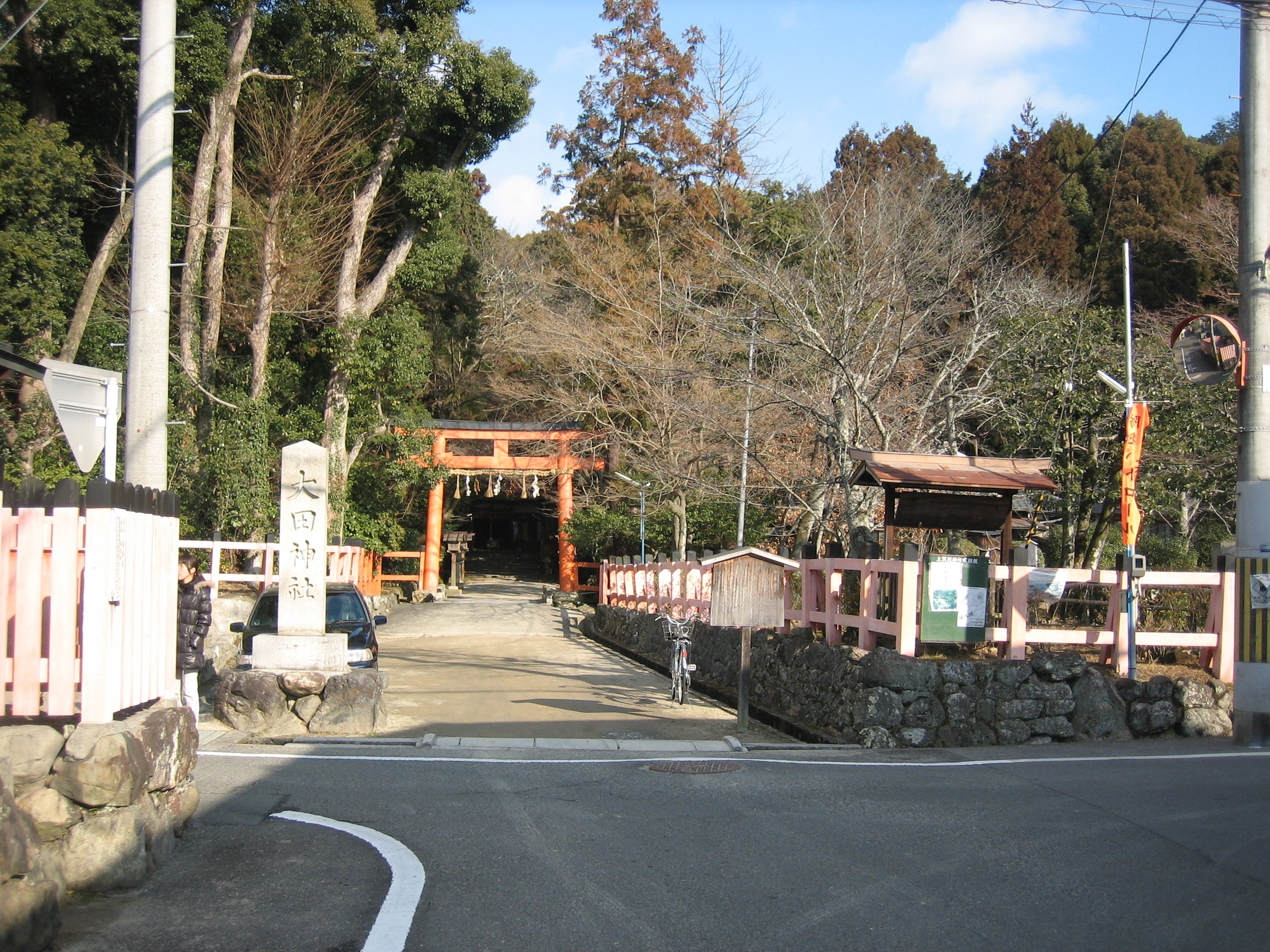
大田神社

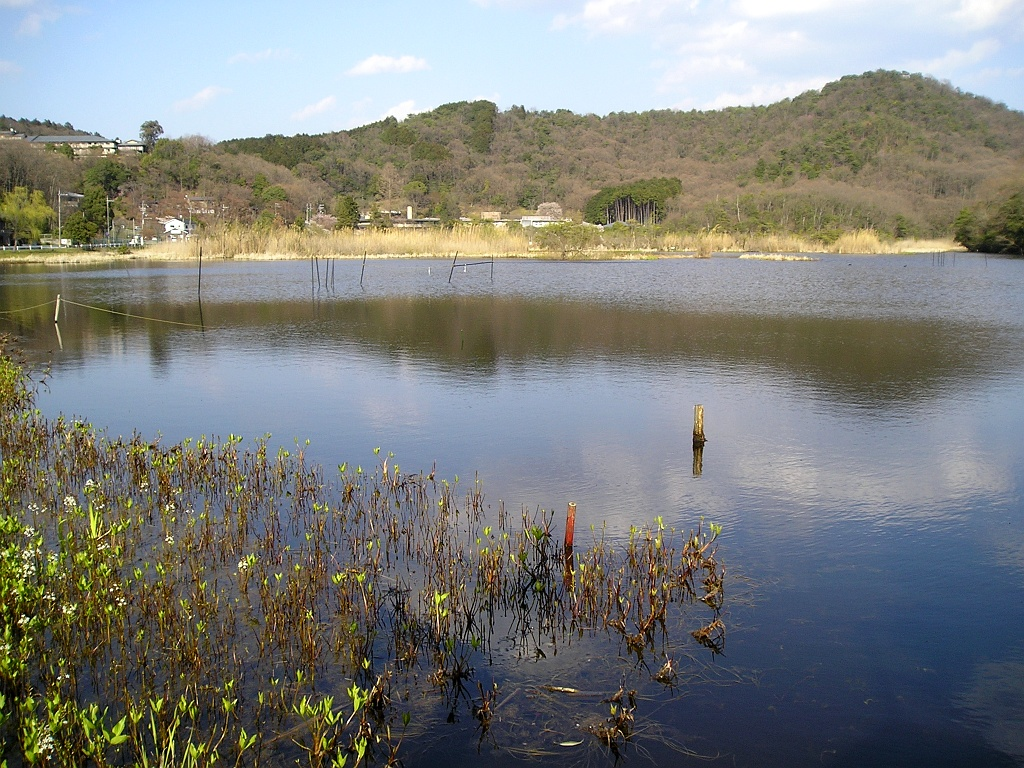
深泥池

起点には、世界遺産に登録されている賀茂別雷神社（上賀茂神社）が立地し、歴史的な社家の町並みが続く。また、国の天然記念物に指定されている大田ノ沢のカキツバタ群落や深泥池水生植物群があり、歴史と文化のほか、政令指定都市である京都市の地下鉄沿線にありながら、自然が残されている。

### 通過する自治体
- 京都府
  - 京都市（北区 - 左京区）

### 交差する道路
| 交差する道路                                     | 市町村名 | 市町村名 | 交差する場所   | 交差する場所       |
| ------------------------------------------------ | -------- | -------- | -------------- | ------------------ |
| 京都府道61号京都京北線                           | 京都市   | 北区     | 上賀茂御薗口町 | 起点               |
| 京都府道40号下鴨静原大原線 重複区間起点          | 京都市   | 北区     | 上賀茂深泥池町 |                    |
| 京都府道40号下鴨静原大原線 重複区間終点          | 京都市   | 左京区   | 下鴨南芝町     | 下鴨本通北山交差点 |
| 国道367号 / 川端通 京都府道104号高野修学院山端線 | 京都市   | 左京区   | 山端川端町     | 終点               |

### 沿線
自然
- 賀茂川（鴨川）
- 深泥池
- 高野川

官公庁・公共施設
- 左京区総合庁舎

教育
- 京都市立上賀茂小学校
- 京都市立上賀茂幼稚園
- 京都ノートルダム女子大学
- ノートルダム学院小学校
- 京都工芸繊維大学
- 京都市立松ヶ崎小学校

鉄道
- 京都市営地下鉄烏丸線
  - 北山駅
  - 松ヶ崎駅
- 叡山電鉄叡山本線 修学院駅

史跡・文化
- 上賀茂（重要伝統的建造物群保存地区）

神社・仏閣
- 賀茂別雷神社（上賀茂神社、世界遺産）
- 大田神社

余暇・観光
- 宝が池公園スポーツ広場
- 京都市宝が池公園運動施設球技場